# Christopher Posch

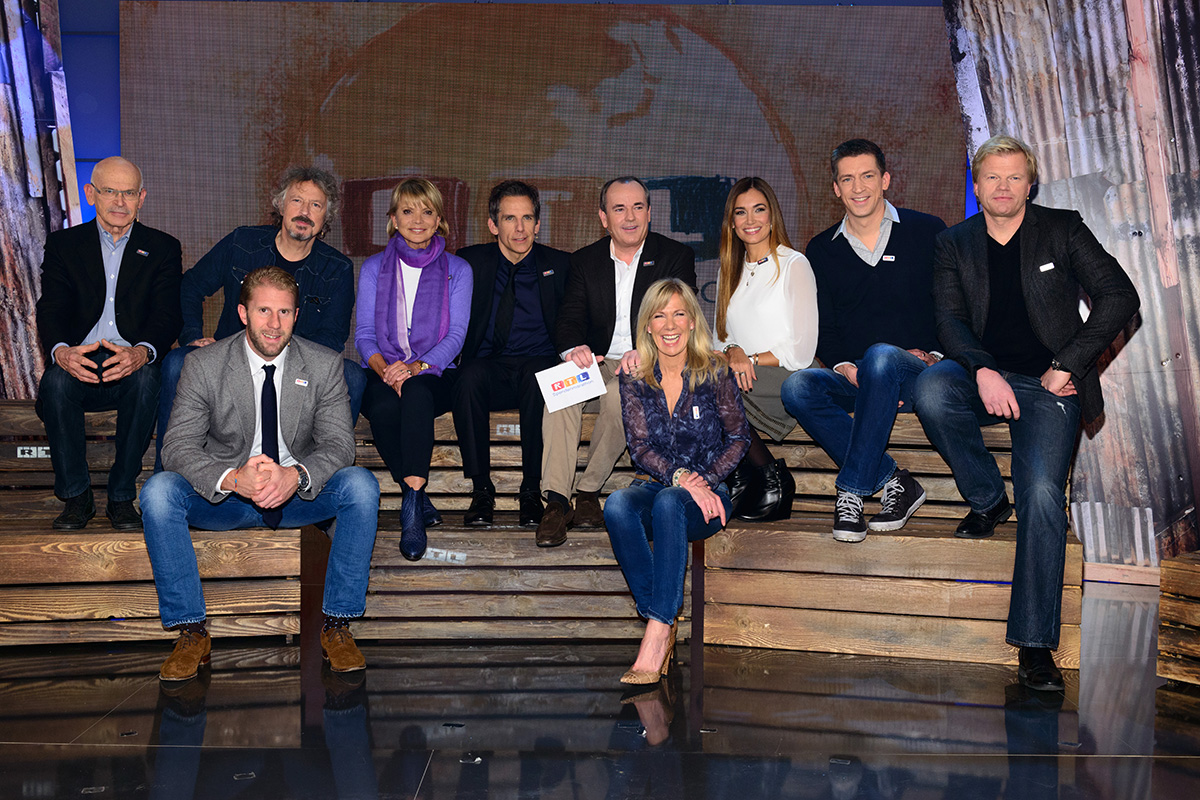
Posch (vorne links) beim RTL-Spendenmarathon

Christopher Posch (* 7. Januar 1976 in Kassel) ist ein deutscher Jurist, Fachanwalt für Strafrecht, Unternehmer, Autor, Fernsehdarsteller sowie Honorarkonsul der Republik Moldau in Kassel.

## Werdegang
Christopher Posch wurde als Sohn des FDP-Politikers Dieter Posch geboren. Nach seinem Studium der Rechtswissenschaften in Marburg und Köln wurde er im Jahr 2006 zur Rechtsanwaltschaft zugelassen und arbeitete zunächst als angestellter Rechtsanwalt.
Kurz darauf begann er auch eine Karriere beim Fernsehen als Mitwirkender in zwei TV-Daytime-Formaten, zunächst 2006 in der RTL-Gerichtsshow Das Jugendgericht, dann in den Jahren 2007 und 2008 in der darauf aufbauenden RTL-Sendung Staatsanwalt Posch ermittelt. In beiden Serien spielte er den ermittelnden Staatsanwalt.
Am 6. Juni 2010 war er in einer Testfolge für das RTL-Doku-Spezial Christopher Posch – Ich kämpfe für Ihr Recht! zu sehen, in der auch seine Kanzlei in Kassel involviert ist. Die Serie bekam ab Herbst 2010 einen festen Programmplatz bei RTL. Neue Folgen wurden bis 2016 ausgestrahlt.
Seine Kanzlei betreibt Posch seit 2008 in Kassel gemeinsam mit Partnern und weiteren Rechtsanwälten. Posch ist auf Strafrecht und Strafverteidigung spezialisiert. 2014 war er Verteidiger in einem Mordprozess am Landgericht Fulda.
Auch Gastrollen in TV-Serien hat Posch übernommen. Er trat im Jahr 2008 in der RTL-Serie Unter uns und im Jahr 2010 in der Serie Alarm für Cobra 11 – Die Autobahnpolizei als Anwalt auf. In der Fernsehshow Mario Barth deckt auf! ist Posch seit dem 9. Oktober 2013 regelmäßig als Gast zu sehen. Dort präsentiert er Fälle von Steuerverschwendung und stellt die verantwortlichen Beamten mithilfe seiner Tätigkeit als Anwalt zur Rede.
2017 war Posch in der Doku Poschs Criminalz – Gangster packen aus auf dem TV-Sender DMAX zu sehen.  Seit Anfang 2018 war Posch, an der Seite von Katharina Saalfrank und Lencke Wischhusen, in der Sat.1-Pseudo-Doku-Soap Jetzt helfen wir Ihnen – Die Problemlöser im Einsatz zu sehen.
Im Jahr 2020 verteidigte er als Anwalt den Rapper Gzuz der Hamburger Hip-Hop-Gruppe 187 Strassenbande vor Gericht. Das Amtsgericht Hamburg verurteilte Poschs Mandanten Klauß (Gzuz) Ende September 2020 zu 18 Monaten Haft und einer Geldstrafe von 510.000 € (= 300 Tagessätze à 1.700 €); der Richter sprach bei seiner Urteilsbegründung kritische Worte zum Angeklagten und zu Anwalt Posch. In dem Berufungsprozess im März 2022 vor dem Landgericht Hamburg wurde sein Mandant schließlich zu acht Monaten und zwei Wochen Haft verurteilt, die nicht zur Bewährung ausgesetzt wurde. Zudem wurde eine Geldstrafe von insgesamt 414.000 Euro gegen Klauß verhängt.
Seit Frühjahr 2023 wirkt Posch in der RTL-Gerichtsshow Ulrich Wetzel – Das Jugendgericht mit. In der Neuauflage verkörpert er den Strafverteidiger.
Posch ist verheiratet und hat ein Kind. Als Hobby betreibt er Boxen. Außerdem veröffentlichte Posch als Autor mehrere Bücher.

## Kontroversen und Vorwürfe
Die Sendung Christopher Posch – Ich kämpfe für Ihr Recht! stieß auf Kritik, nachdem der Verdacht aufgekommen war, einige der dort gezeigten Fälle seien nicht authentisch. Auch soll es zu Schikanen gegen eine Hundehalterin gekommen sein. RTL hingegen betont in Ankündigungen zur Sendung, dass es sich „ausnahmslos um echte Fälle“ Poschs handele, bei denen er von den Kameras begleitet werde. Dem stehen jedoch Aussagen gegenüber, die Sendungen seien auch in der zweiten Staffel, die am 5. September 2012 in der Hauptsendezeit startete, gestellt gewesen. So habe es einen vermeintlich durch Posch vermittelten Kompromiss nicht gegeben, obwohl dieses in der Fernsehserie behauptet wurde. Andererseits wirft man ihm vor, er habe versprochen, sich später den Konflikt noch einmal anzusehen, dieses Versprechen jedoch nicht gehalten.
Medienkritiker, insbesondere der Journalist Holger Kreymeier, werfen Posch im Zusammenhang mit der Sendung Christopher Posch – Ich kämpfe für Ihr Recht! immer wieder Selbstinszenierung vor, indem er die Sendung dazu nutze, sich selbst mit unlauteren Mitteln zu profilieren. Zudem wird ihm vorgeworfen, mit dem Ziel möglichst hoher Einschaltquoten Skandal-Berichterstattung zu betreiben, indem bestimmte Fälle besonders emotional aufgearbeitet würden.
Bereits in mehreren Fällen wurden gerichtlich einstweilige Verfügungen gegen die Ausstrahlung einzelner Folgen, überwiegend aufgrund der Verletzung von Persönlichkeitsrechten, erwirkt; die Sendungen jedoch trotzdem ausgestrahlt. Auch kam es zu Strafanzeigen und Zivilklagen gegen Posch und sein Produktionsteam, unter anderem wegen Hausfriedensbruch und Körperverletzung.